# Philipp Renner

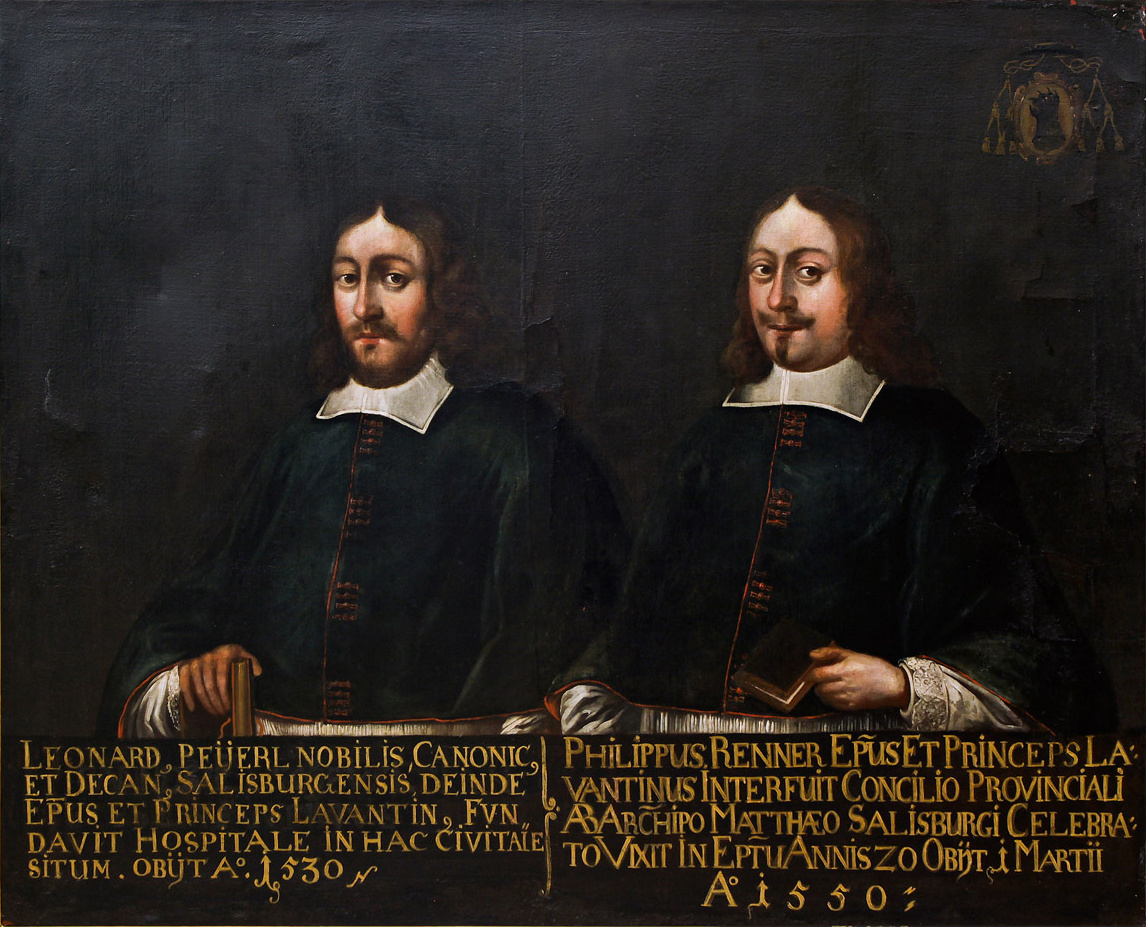
Fürstbischof Philipp Renner (re.) neben seinem Lavanter Amtsvorgänger Leonhard Peurl

Philipp Renner († 5. April 1555) war Bischof von Lavant und Administrator der Diözese Seckau (heute Graz) in Österreich.

## Ausbildung, Studien und Vikar
Philipp Renner stammte aus Gamlitz in der Südsteiermark. Erster Beleg seines Lebens ist die Erteilung der Tonsur am 15. März 1511, was damals als Voraussetzung für die juristische Laufbahn galt. Die Tonsur wurde durch seinen Vorgänger auf dem Lavanter Bischofssitz, Leonhard Peurl, erteilt. Am 13. Oktober 1513 war „Philippus Renner ex Gamlitz“ an der Universität in Wien immatrikuliert. 1518 wurde er an der Universität Bologna aufgenommen, 1522 verließ er sie als Dr. iuris utriusque promoviert in Kirchenrecht und weltlichem (damals im Wesentlichen: Römischem) Recht.
Die Weihe zum Subdiakon wird für das Jahr 1523 angenommen. Danach war er – noch ohne Priesterweihe – bischöflicher Vikar in St. Florian. Diese Pfarre war seit 1373 bischöfliches Tafelgut, ihr Ertrag gehörte zum Einkommen der Lavanter Bischöfe, wobei der jeweilige Vikar ein Jahreseinkommen im Wert von 40 Goldgulden bezog. Dieser Vikar war Stellvertreter des Lavanter Bischofs für das Lavanter Diözesangebiet östlich der Koralpe (einschließlich der Soboth). Für die geistlichen Pflichten war seinerseits ein Priester als Vikar bestellt. 1528 waren neben diesem Vikar auch zwei weitere Priester (Gesellpriester) in St. Florian tätig.

## Bischofskoadjutor und Bischofsweihe
Am 24. Februar 1524 wurde Philipp Renner durch den Salzburger Erzbischof Matthäus Lang von Wellenburg zum Koadjutor des über 70-jährigen Bischofs Leonhard Peurl im Bistum Lavant bestellt. Zum Diakon wurde er am 4. März 1531, zum Priester am 8. April 1531 geweiht. Bischof Leonhard Peurl weigerte sich zunächst, einen Koadjutor anzunehmen. Als Unterhalt erhielt Renner die Einkünfte aus der Propstei St. Bartholomäus in Friesach. Er war damals Archidiakon für Unterkärnten, was eine wichtige Aufsichtsfunktion über die Priesterschaft dieses Gebietes bedeutete. In einem Vertrag vom 15. September 1533 wird dafür ein jährliches Gehalt von 60 Gulden aus der erzbischöflichen Kammer bis zur vollständigen Übernahme des Bistums Lavant festgelegt. Am selben Tag wurde der amtierende Bischof Leonhard Peurl beauftragt, Philipp Renner zum Bischof von Lavant zu weihen. Dieser starke Einfluss des Erzbischofs von Salzburg war möglich, weil es sich bei der Diözese Lavant um eines der vier Salzburger Eigenbistümer handelte (die drei anderen waren Gurk, Seckau und Chiemsee), deren Leiter dem Salzburger Bischof untergeben und daraus verpflichtet waren. Es war Aufgabe dieser Bischöfe, den Erzbischof zu unterstützen und zu vertreten.
Die Weihe Philipp Renners zum Bischof der Diözese Lavant muss zwischen 17. September 1533 und 29. Mai 1534 stattgefunden haben, eher im Frühjahr 1534. Danach konnte er sein Amt als Koadjutor tatsächlich antreten. Ab Mai 1534 beginnt Bischof Renner mit seinen bischöflichen Tätigkeiten wie Priesterweihen etc. Im Frühjahr 1536 war Philipp Renner als Vertreter des am 9. September 1535 verstorbenen Bischofs von Chiemsee Ägidius Rehm in Bayern tätig und nahm dort auch Weihehandlungen vor, so am 20. April 1536 in der Kathedrale Herrenchiemsee.
Wie sein Vorgänger war Philipp Renner auch im Patriarchat Aquileia tätig. Die Ermächtigungen beruhten auf einer Ernennung von Bischof Peurl zum Weihbischof (Suffragan) des Patriarchats von Aquileia für den Bereich „diesseits der Berge“. Diese Ernennung wurde durch Dominicus Grimani, Kardinalbischof von Porto und Patriarch von Aquileia, am 18. Mai 1511 in Rom vorgenommen: Damit war auch Philipp Renner berechtigt, Priester, Kirchen und Altäre zu weihen, Visitationen vorzunehmen und Synoden abzuhalten. Im Ergebnis hatten die Lavanter Bischöfe aufgrund dieser Vollmachten in den zur Erzdiözese Aquileia außerhalb Friauls gehörenden Gebieten weitreichendere Berechtigungen als in ihrer eigenen, im Vergleich wesentlich kleineren Diözese. Diese Vollmachten haben ihren Hintergrund in den Auseinandersetzungen zwischen Kaiser Maximilian und der Republik Venedig in Oberitalien, bei dem es unter anderem um die Herrschaft in der Grafschaft Görz ging und die es dem Patriarchat Aquileia praktisch unmöglich machten, seine Rechte in Kärnten, Krain und anderen Besitzungen im Herrschaftsbereich der Habsburger wahrzunehmen. Auf diesen Vollmachten und der Stellung als Suffragan des Salzburger Erzbischofs beruhen bischöfliche Handlungen Philipp Renners außerhalb seiner Diözese in Kärnten (so z. B. bei Spittal an der Drau am 22. Juli 1535), in Krain und in der Untersteiermark an bzw. südlich der Drau, z. B. im Gebiet von Pettau.
Der Vorgänger Philipp Renners, Bischof Peurl resignierte im Jahr 1536 auf sein Amt und starb am 5. November 1536. Bereits als Koadjutor, der für den gebrechlichen Bischof Peurl Konsekrationen vornahm, lernte Renner auf zahlreichen Pastoralreisen sein Bistum kennen.

## Politisches Umfeld
In die Zeit Bischof Renners fallen Türkeneinfälle, Bauernaufstände und die Verbreitung der Reformation in Kärnten und der südlichen Steiermark. Am 27. März 1537 wurde er durch den römisch-deutschen König und späteren Kaiser Ferdinand I. zum Hofkaplan ernannt. 1549 nahm er an der Salzburger Synode teil, die die reformatorische Bewegung auffangen sollte. Da deren Dekrete wegen des Widerspruchs des Kaisers nicht in Kraft gesetzt werden durften, konnte Renner die Verbreitung des Protestantismus in seinem Bistum nicht verhindern.
Nach dem Tod des Seckauer Bischofs Johann von Malentein schlug der Administrator von Salzburg, Ernst von Bayern, dem Papst am 29. April 1550 vor, die Administration von Seckau für fünf Jahre Philipp Renner anzuvertrauen. Die päpstliche Zustimmung erfolgte am 16. März 1551. Zwei Jahre später hatte Renner einen Rechtsstreit mit dem Seckauer Domkapitel, worauf König Ferdinand die Ernennung eines neuen Diözesanbischofs forderte. Darauf wurde die Diözese Seckau an Petrus Percic verliehen, die weltlichen Angelegenheiten (Temporalienverwaltung) wurden ihm jedoch erst Anfang 1555 übertragen.
Die letzte dokumentierte Konsekrationsreise führte Bischof Renner zwischen 18. und 23. Oktober 1551 nach Edelschrott, Hirschegg, Stallhofen, Übelbach, Semriach und Passail. Am 10. August 1552 begab er sich nach Arnoldstein, um Abt Petrus Römer zu weihen. Renner starb am 5. April 1555 und wurde in der Domkirche (jetzt Stiftskirche) zu St. Andrä beigesetzt.